# زلازل سورية في 1759
كانت زلازل سورية عام 1759 عبارة عن سلسلة زلازل مدمرة هزت جزءًا كبيرًا من سورية العثمانية (بلاد الشام) في تشرين الأول وتشرين الثاني من ذلك العام. كان مفترق الطرق الجغرافي هذا في شرق البحر الأبيض المتوسط في ذلك الوقت تحت حكم الإمبراطورية العثمانية (بما يشمل الآن أجزاء موجودة سياسيًا ضمن سورية ولبنان وتركيا والأردن وفلسطين). تعرضت آثار بعلبك، وهي مدينة في سهل البقاع في لبنان شرق نهر الليطاني، لأضرار بالغة. من المحتمل أن تكون أحداث 1759، إلى جانب زلزال سوريا عام 1202، أقوى الزلازل التاريخية في المنطقة.

## الإعداد التكتوني
تحويل البحر الميت هو تحويل صدعي بطول  1000 كم  يمتد من الطرف الشمالي للبحر الأحمر على طول أخدود وادي الأردن إلى سلسلة جبال طوروس في جنوب تركيا. تشكل منطقة الصدع الجانبي الأيسر حدود الصفيحة العربية وكتلة سيناء-الشام، وقد أنتجت صدوعًا أخدودية تشكل البحر الميت وبحيرة طبريا. يتكون نظام صدع الشام من عدة صدوع متوازية ومعالمها الأهم هي صدوع اليمونة وراشيا. إن خط الصدع الذي أنتج هذه الزلازل غير معروف بدقة وكان محل أخذ ورد، لكن صدع اليمونة يُستشهد به عادة كمصدر لأحداث 1202 و1759.

## الزلزال
بدأ تسلسل الأحداث في عام 1759 في 30 تشرين الأول، وقد تسببت الهزة الأصغر من بين الهزتين في ذلك العام في مقتل 2000 شخص في صفد وتجمعات أخرى. قدرت شدة هذا الحدث الأولي عند 6.6 على مقياس حجم الموجة السطحية ومنح تصنيفًا من ثمانية (شديد) إلى تسعة (عنيف) على مقياس ميركالي المعدل. تبع ذلك زلزال أكثر خطورة (7.4 و9) في 25 تشرين الثاني دمر جميع القرى في سهل البقاع. كانت المناطق التي تعرضت للضرر هي نفسها تقريبًا في كل من زلزالي القرنين الثالث عشر والثامن عشر، مع تضرر مدن نابلس وعكا وصور وطرابلس وحماة. تضررت قرية رأس بعلبك ومدينة دمشق وشُعر بالهزة حتى مصر.

## الضرر
قام جون كيتو، وهو كاتب وباحث توراتي، بتوثيق تفاصيل الزلازل في كتابه الصادر عام 1841 بعنوان فلسطين: الجغرافيا الطبيعية والتاريخ الطبيعي للأراضي المقدسة {{إنك|Palestine: the Physical Geography and Natural History of the Holy Land}}، وأدرج تفاصيل مباشرة للأحداث التي قدمها له الجراح وعالم الطبيعة الاسكتلندي باتريك راسل عن طريق شقيقه (طبيب أيضًا) والجمعية الملكية. عمل راسل كطبيب في المصنع البريطاني في حلب لسنوات عديدة، وخلف أخيه الدكتور ألكسندر راسل في هذا المنصب.

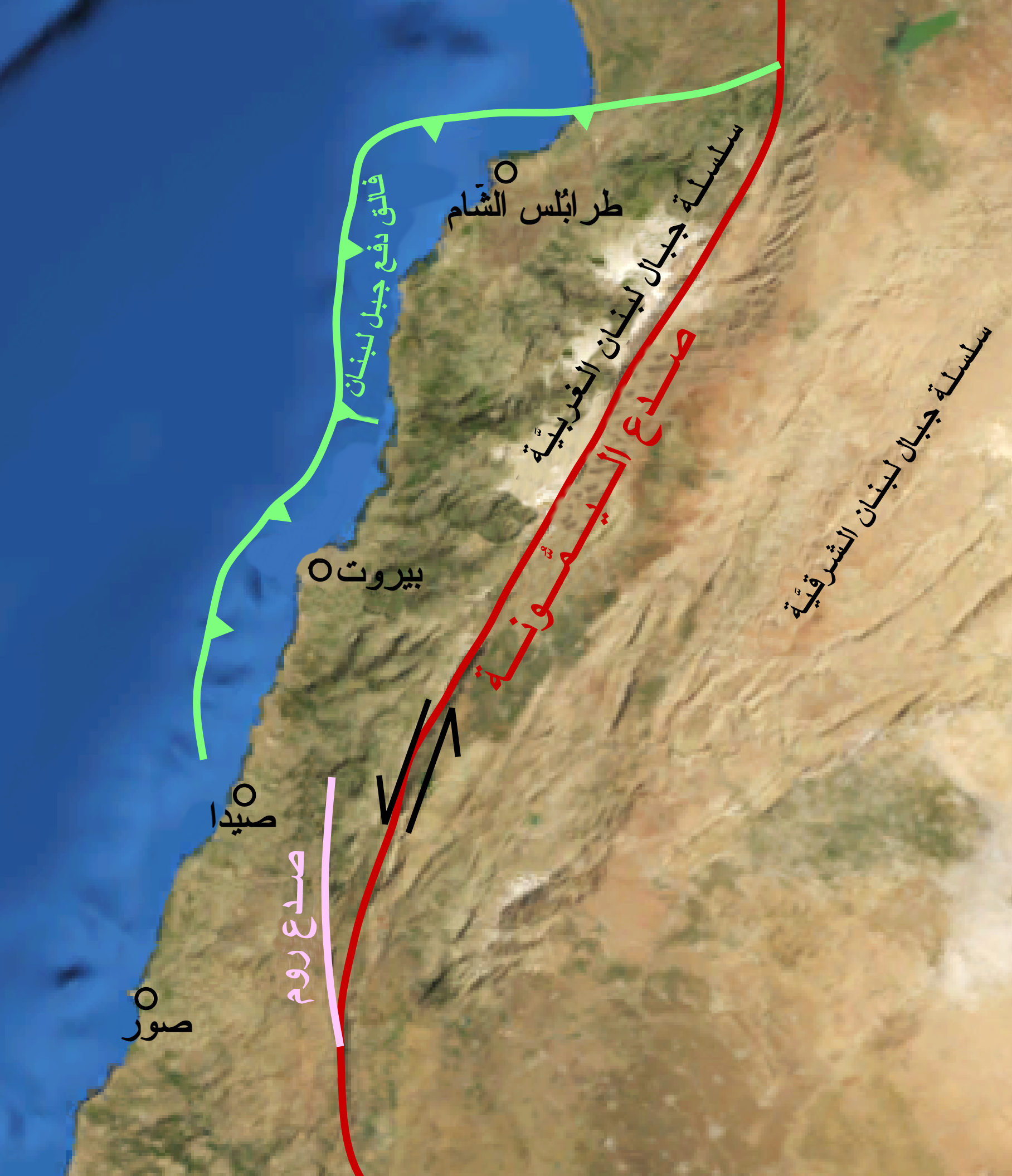
صدع اليمونة في لبنان

وقع الزلزال الأول في الساعة 4 صباحًا بالتوقيت المحلي في 30 تشرين الأول، ووصفه راسل بأنه شديد واستمر أكثر من دقيقة، وتبعه بعد عشر دقائق هزة أقل عنفًا لم تتجاوز مدتها خمس عشرة ثانية. ولم يتسبب أي من هذين الحدثين في أضرار في حلب الواقعة شمال سوريا. وردت أنباء لاحقًا عن أن دمشق في الجنوب تعرضت لنفس الزلازل، إلى جانب عدة زلازل أخرى، وحدثت فيها أضرار جسيمة  إضافة إلى مدن طرابلس وصيدا وعكا، وجميع المدن الواقعة على طول الساحل الشامي. وقعت هزة 25 تشرين الثاني في الساعة 7:30 مساءً ووصفت على النحو التالي:
شعر الناس بصدمة طفيفة ثانية بعد ثماني دقائق، وفي الليلة التالية الساعة 9 مساء حدثت هزة ارتدادية متموجة استمرت بضع ثوان. سجلت العديد من الصدمات خلال الأيام التالية بحدث مدته 40 ثانية عند 2 مساء يوم 28. في حلب، كان الناس خائفين، لكن لم يمت أحد وكانت الأضرار طفيفة. وفي أنطاكية انهارت بعض المباني مع حدوث بعض الوفيات هناك. لكن في دمشق، كان ثلث المدينة في حالة خراب وقتل الآلاف. هرب الكثير ممن نجوا هناك إلى الحقول ليبقوا آمنين. تعرضت طرابلس لأضرار أكثر من حلب، حيث انهارت منازل كثيرة واحتمى سكانها في الحقول المفتوحة. تعرضت عكا واللاذقية لأضرار طفيفة فقط في بعض جدرانها، لكن بلدة صفد، الواقعة على تل، دمرت بالكامل وقتل العديد من سكانها. وقعت عدة هزات ارتدادية طفيفة في كانون الأول وكانون الثاني.
تدهورت المعابد والقصور التي بنيت في بعلبك خلال فترة الإمبراطورية الرومانية منذ بنائها قبل ما يقرب من ألفي عام. خلال هذه الفترة الزمنية، كانت الزلازل تحدث بشكل متكرر في تلك المنطقة، ولا شك أن هذه الزلازل ساهمت في تدهور حالتها. جاءت فترات النشاط الزلزالي النشط وذهبت، مع أحداث مهمة مثل زلزال بيروت 551 الذي ألحق أضرارًا بجزء كبير من بلاد الشام بما في ذلك بعلبك، لكن الفترات الأخرى الأكثر نشاطًا مثل 1156-1157 و1159-1170 كانت مدمرة خصوصًا. أصلحت الجدران هناك بعد زلزال عام 1170.
أصبحت المنطقة أقل نشاطًا زلزاليًا بين القرنين الرابع عشر والسابع عشر. بصرف النظر عن الحدث الكبير الذي أضر بالقدس عام 1546؛ أحداث عام 1759 قطعت تلك الفترة الصامتة نسبيًا. نتيجة للزلازل المتعددة في عام 1759، دمرت معظم المنازل والأسوار داخل بعلبك بالكامل، كما هدمت العديد من أعمدة المعابد.

## ما بعد الكارثة
أظهر تحقيق في المنطقة أن صدعا سطحيا قد يكون قد حدث أثناء هذه الأحداث. ترك زلزال 1202 السابق والأقوى بكثير دليلًا على حدوث إزاحة صدعية بقياس 1.6 متر (5 قدم 3 بوصة). عثر بعد ذلك على انزياح بمقدار نصف متر، ولكن من غير المعروف ما إذا كان يمكن أن تُعزى هذه الحركة إلى أي من أحداث 1759 أو إلى زلزال الجليل عام 1837. أجريت مزيد من الأبحاث في وادي الزبداني في سوريا على طول صدع سرغايا. عُثِر على جرف يبلغ ارتفاعه نصف متر، وبعد حفر خنادق للتحقق، تم تحديد أن آخر حدث زلزالي سابق يرجع تاريخه إلى عام 1650، وتم تفسير الوشحة على أنها نتيجة أحد أحداث 1759، ولكن لم يمكن نسبتها لأحد الزلزالين.